# مقاطعة داراب
مقاطعة داراب (بالفارسية: شهرستان داراب) هي إحدى المقاطعات في محافظة فارس في إيران. مركز مقاطعة داراب هو مدينة داراب.